# Петър Ингилизот
Вижте пояснителната страница за други личности с името Тасев.
Петър Ингилизот или Пере е български революционер, ресенски селски войвода на Вътрешната македоно-одринска революционна организация.

## Биография
Петър Ингилизот е роден в ресенското село Янковец, тогава в Османската империя. През Илинденско-Преображенското въстание е войвода на селската чета на ВМОРО от Янковец. Негов четник е Михаил Макашов. Четата се сражава при Болно, Петрино, Круше, Илино, Смилево.
Умира преди 1951 година.
1. 1 2 3  Фељтон „Илинденски сведоштва“: Од Михаил Христов Макашовски (23) //   Вечер, 08/06/2018. Посетен на 3 юни 2021 г. (на македонска литературна норма)
2. 1 2  Николов, Борис Й. Вътрешна македоно-одринска революционна организация: Войводи и ръководители (1893-1934): Биографично-библиографски справочник.   София, Издателство „Звезди“, 2001. ISBN 954-9514-28-5. с. 126.